# Bataillon autonome du Soudan est
Le bataillon autonome du Soudan est (BASE) est une unité militaire des troupes coloniales françaises, chargée de la défense du centre du Soudan français (actuel Mali).

## Différentes dénominations
- janvier 1956 : création du bataillon autonome du Soudan est[1]
- 1er décembre 1958 : renommé 2e bataillon d'infanterie de marine[2]

## Historique
Le bataillon est en garnison à Ségou. Il est constitué de tirailleurs « sénégalais » et est chargé du maintien de l'ordre colonial.

## Insigne
Homologué en 1956, l'insigne a la description officielle suivante : « Un cimier de masque animiste San de sable brochant sur une mosquée soudanaise au naturel surbrochant la stangue de l'ancre de la coloniale d'or. Sur le diamant les capitales BASE de sable ». Ces symboles sont ceux de la région du Mali nigérien (Bamako, Tombouctou, Ségou).